# Sajóhídvég
Sajóhídvég is een plaats (község) en gemeente in het Hongaarse comitaat Borsod-Abaúj-Zemplén. Sajóhídvég telt 1100 inwoners (2001).